# Syncephalis curvata
Syncephalis curvata är en svampart som beskrevs av Bainier 1882. Syncephalis curvata ingår i släktet Syncephalis och familjen Piptocephalidaceae.   Inga underarter finns listade i Catalogue of Life.